# 中国科学院宁波材料技术与工程研究所
29°55′21″N 121°37′41″E / 29.92250°N 121.62806°E
中国科学院宁波材料技术与工程研究所（简称：中科院宁波材料所），加挂中国科学院宁波工业技术研究院（简称：中科院宁波工研院）、浙江工业技术研究院牌子，于2004年在宁波成立，是中国科学院在浙江省建立的首家直属研究机构。2009年，中科院、浙江省、宁波市三方决定将材料所扩建为宁波工业技术研究院，并于2011年揭牌成立。2015年，浙江省人民政府为宁波材料所授牌浙江工业技术研究院。
中科院宁波工研院目前是一所在材料科学、先进制造、新能源与生物医学工程领域开展研究的国立研究机构。

## 历史沿革

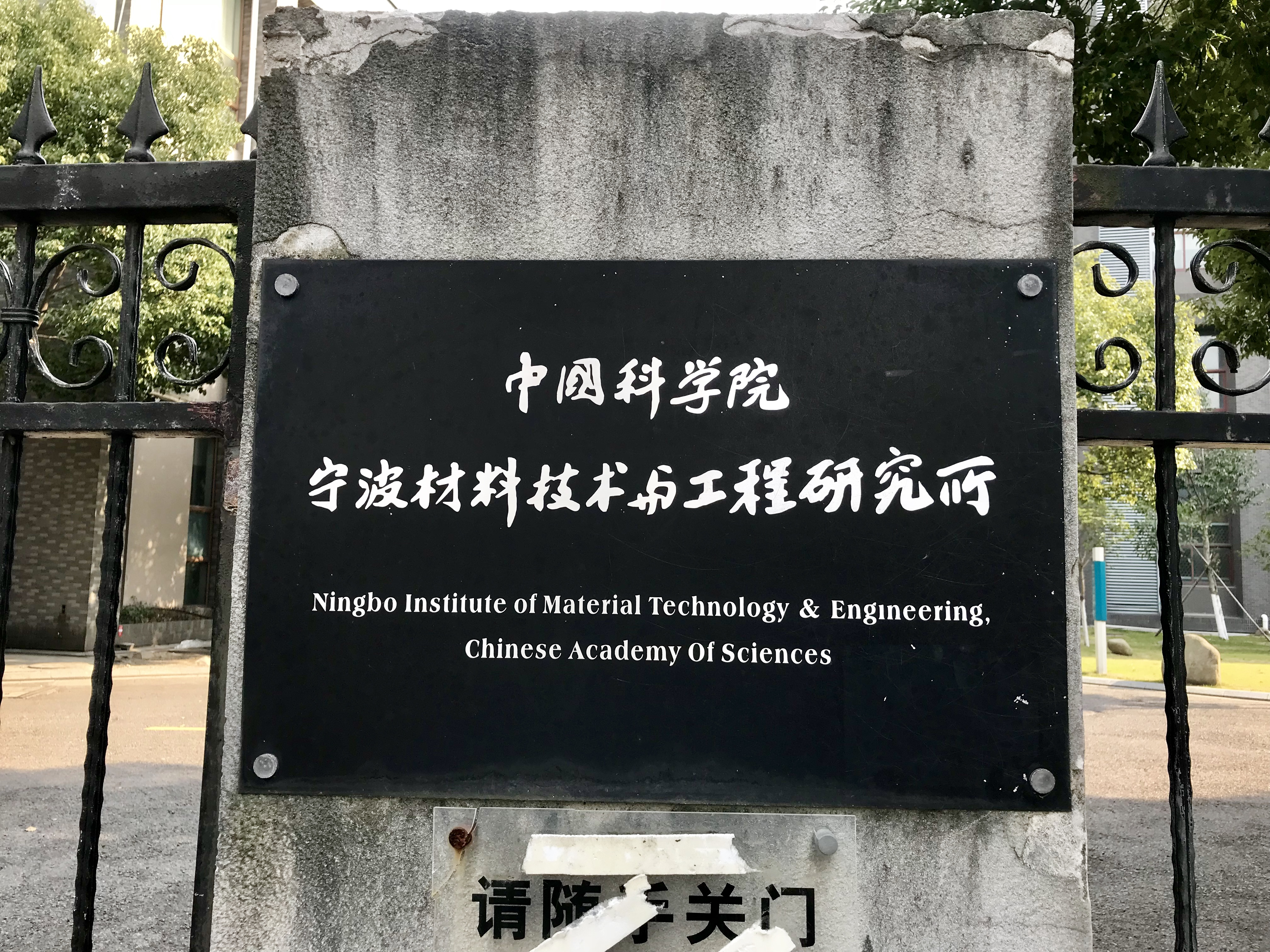
宁波材料所铭牌

2002年，时任中国科学院院长路甬祥到浙江考察时首次提出在浙江设立中科院的分支机构，经过中科院与浙江省的多次磋商，最终确定在宁波成立材料技术与工程研究所。2004年，中科院、浙江省、宁波市三方签订协议书，签约共建宁波材料所。宁波材料所的成立也打破了浙江省没有中科院直属研究机构的局面。研究所于2007年完成建设并通过验收，时任中科院院长路甬祥和时任宁波市委书记巴音朝鲁为中国科学院宁波材料技术与工程研究所揭牌，宁波材料所正式成立。
2009年，作为中科院宁波材料所二期项目，中科院、浙江省、宁波市三方又决定在原有的材料技术与工程研究所的基础上，新建新能源技术研究所和先进制造技术研究所。新建的能源所和先进制造所同材料技术研究所，以及2013年与慈溪市共建的生物医学工程研究所，共同成为了中科院宁波工业技术研究院的下属研究所。

## 研究机构

### 研究所
- 材料技术研究所：开展材料科学领域的研究，拥有7个省部级以上重点实验室，下属有高分子与复合材料事业部、磁性材料与机电装备事业部、功能材料与纳米器件事业部、表面工程事业部、稀土磁性功能材料实验室、特种纤维事业部等六个分属机构[8]，在石墨烯材料、磁性材料领域成果突出，其中石墨烯创新中心将寻求建立国家级创新中心。[9]
- 新能源技术研究所：开展新能源利用领域的研究，在清洁可再生能源利用技术、储能技术、催化与分离技术开展集中研究，多个领域的研究成果已经颇具成效，实现了产业化转移。[10]
- 先进制造技术研究所：开展先进制造工艺和制造装备技术领域的研究，拥有2个省市级重点实验室，以复合材料制造与装备、功能器件制造与系统、精密制造工艺与系统、机器人与智能制造装备技术、制造信息技术等五个技术领域为主要研究方向。[11]
- 生物医学工程研究所：开展生物医学工程技术领域的研究，在先进诊断技术、生物材料与器械和康复技术与系统进行集中探索，与美敦力等国际医疗器械企业和哈佛大学医学院等世高校医学院都进行了广泛的合作。[12][13]

### 工程化实验室
- 纤维工程中心：开展碳纤维复合材料的研究
- 燃料电池工程中心：开展燃料电池商业化生产与应用的研究
- 动力锂电池工程实验室：开展动力锂电池在电动汽车应用的研究[14]

## 历任院（所）长
1. 崔平 研究员（2008年1月－2017年4月）[15]
2. 黄政仁 研究员（2017年4月－2022年11月）[16][17]